# H.R. Pufnstuf
H.R. Pufnstuf fue un programa infantil producido por Sid y Marty Krofft en los Estados Unidos. El show constó de diecisiete episodios, emitidos desde el 6 de septiembre de 1969 hasta el 27 de diciembre de 1969, pero era tan exitosa que la NBC la mantenía en el horario matutino del sábado para las tres temporadas completas. La cadena ABC transmitió la repetición de la serie por más de dos temporadas desde el 16 de septiembre de 1972 hasta el 1 de septiembre de 1974.
H.R. Pufnstuf introdujo el escenario del argumento más utilizado por los Kroffts, girando alrededor de un muchacho llamado Jimmy (interpretado por Jack Wild), que incidentalmente se encuentra con la Isla Viva, un lugar mágico donde todo estaba vivo. El alcalde de Isla Viva era un amigable dragón llamado H.R. Pufnstuf, cuya voz fue prestada por la del escritor del programa, Lennie Weinrib. Jimmy había sido atraído con engaños a la isla con su amigo, una flauta parlante llamada Freddie, por un mágico barco que le ofreció tener aventuras a través del mar. El barco era en realidad poseído y controlado por su némesis, una traviesa bruja llamada Witchiepoo, interpretada por Billie Hayes, que paseaba en una escoba con volante llamada Vroom Broom. Jimmy estaba con Pufnstuf, quien pudo protegerlo dentro de la cueva donde vivía, pues era un lugar inmune a la magia. Aparte de Witchiepoo, el resto de los personajes en Isla Viva estaban realizados generalmente, a través de abultados disfraces o títeres. Puesto que todo en Isla Viva tenía vida—casas, castillos, barcos, relojes abuelos, velas, libros, árboles, hongos—cualquier parte del escenario de Isla Viva podía convertirse en un personaje, generalmente utilizando la voz en una parodia de un famoso actor de cine, tal como Mae West, Edward G. Robinson o más notablemente John Wayne como "The West Wind" (El Viento del Oeste).
La popularidad del show a finales de los años 60s y principios de los años 1970 provocó el estreno de una película basada en el programa, llamada Pufnstuf, en 1970. La película contó con apariciones de actores invitados como Mama Cass Elliot y Martha Raye. El programa y la película fueron notables por los colores brillantes, montajes rápidos, rodaje acelerado, segmentos musicales y bromas en torno a la cultura pop, lo que atraía a los adultos jóvenes casi tanto como a los niños.
La serie completa fue estrenada en DVD de estuche decorado en Estados Unidos en febrero de 2004. La película también se encuentra disponible en VHS, producción recientemente salida a la venta.

## H.R. Pufnstufen la cultura pop
- El programa era tema de una popular demanda judicial traída por los Kroffts contra el restaurante de comida rápida McDonald's, cuyos personajes de McDonaldland se declararon infringentes del derecho de autor del show.[1]

- Muchos telespectadores creen que el programa contiene sutiles referencias a la droga - por ejemplo el título y también nombre del personaje "Pufnstuf" puede ser interpretado como un término para fumar marihuana (puffin' stuff [del inglés puff, calada y stuff, cosas?]). Aunque a menudo se dice que la canción del tema incluyó la letra "can't do a little, 'cause you can't do enough" (en español:"no puede ser poco, 'te motiva a que no pueda ser suficiente" que algunas personas afirman, se refiere a la naturaleza adictiva de algunas drogas, la línea era realmente "He can't do a little, 'cause he can't do enough" (en español:"él no puede ser un pequeño, 'pues eso no evita que haga lo suficiente"). Sid y Marty Krofft han negado que exista cualquier referencia intencional a la droga en H.R. Pufnstuf. Lennie Weinrib, la voz de Pufnstuf, ha dicho, "I think fans gave it a kind of mysterious code-like meaning, like ‘Ah, was Pufnstuf puffing stuff? Like grass?’ Was it psychedelic? Was it drug oriented? Not to us, it wasn’t". ("Yo pienso que los fans le dieron una especie de significado en un código secreto, cómo ‘Ah, era Pufnstuf puffing stuff? ¿cómo hierba?’ ¿Era psicodélico? ¿Está orientado a la droga? 'No para nosotros, no lo estaba").

- Una de las más notables parodias de H.R. Pufnstuf fue "The Altered State of Druggachusetts", un segmento de la serie cómica de la HBO Mr. Show with Bob and David. El "sketch" consiste en un piloto fallido para una serie infantil presentado por "Sam and Criminy Craffft" (Bob Odenkirk y David Cross, respectivamente). El programa es similar a H.R. Pufnstuf, con evidentes referencias a la droga hechas humorísticamente. En lugar de una flauta parlante, el muchacho tiene un "bong" (una especie de pipa) que habla, y todos los habitantes de Druggachusetts toman o son encarnaciones vivas de varios narcóticos. El argumento conlleva marionetas drogadas que están volviéndose paranoicos por la posibilidad de ordenar una pizza. El segmento culmina con "Professor Ellis D. Traills" (Tom Kenny) un mal y mordaz viaje, rasgando sus estropeadas ropas, y empezando a quitar una tienda por un hippy. Antes de irse, el hippy aconseja sobre cómo tomar las drogas con seguridad como la moraleja de la historia. El sketch es atado con muchos juegos de palabras sobre drogas, incluyendo el "Letsgit Highway", el "Canni-bus" y "Hallucino-Jenny".

- Un extracto del programa puede ser visto en parte, transmitiéndose en la televisión de la habitación de Earl cuando se hospeda en un hotel junto con su hermano en My Name Is Earl.

- En 2003, en la Victorian College of the Arts de la Universidad de Melbourne, Spike McKensie hizo un derivado al cual nombró como Wonderbang Island, nombrada después de su marioneta principal. Cuenta la historia de un Jimmy adulto a quién se le pierde su flauta. Como él considera que ha sido robada por un personaje, su cólera lo conduce para abusar de algunos personajes; da vuelta al remordimiento cuando encuentra su incorrecta suposición. Otra causa de la tristeza es la muerte de otros personajes, de los que se revela que tenían achaques lamentables. Jimmy encuentra su barco y sale de la isla - y la bruja toca una triste melodía mientras él se aleja.
- El 21 de abril de 2011 el artista de música electrónica Christopher Nicholas Bertke conocido como Pogo estreno la canción Living Island creada a partir de Samples tomadas de los episodios del programa.

### Serie de TV
- H.R. Pufnstuf en Internet Movie Database (en inglés).
- World of Krofft - Online Museum of H.R Pufnstuf collectibles
- 70s Live Action Kid Vid
- Nostalgia Central
- Retro Junk
- Jump The Shark
- The Straight Dope Was McDonaldland plagiarized from the old "H. R. Pufnstuf" kids' TV show? (¿Fue McDonaldland quién plagió al viejo programa infantil "H. R. Pufnstuf"? [en inglés])
- CoolCopyright.com texto completo en inglés del caso de los tribunales: "the Kroffts vs McDonald's"
- DVD Verdict - Región 1 DVD Review
- DVD Times - Región 0 DVD Review

### Película
- Pufnstuf en Internet Movie Database (en inglés).
- kiddematinee.com - Pufnstuf review

### Otros
- hrpufnstuf.blogspot.com - Todd Kauffman's H.R. Pufnstuf based Blog
- https://www.whosampled.com/Pogo/Living-Island/
- H.R. Pufnstuf: The Strange World of Sid & Marty Krofft (The E! True Hollywood Story) en Internet Movie Database (en inglés).

- Datos: Q730811
- Multimedia: H.R. Pufnstuf / Q730811